# Mediyunan
Mediyunan is een bestuurslaag in het regentschap Bojonegoro van de provincie Oost-Java, Indonesië. Mediyunan telt 2711 inwoners (volkstelling 2010).